# Panoramavliegsimulator
Een panoramavliegsimulator of flying theater (Nederlands: vliegend theater) is een attractietype dat met name te vinden is in attractieparken. Het attractietype is een moderne versie van de klassieke bewegingssimulator in combinatie met een bioscoop.
De attractie bevindt zich in een grote hal met daarin een bolvormig filmscherm. Het kijken van de film gebeurt niet vanaf stoelen zoals in de bioscoop. De stoelen zijn vervangen door gondels, waarop plaats is voor een aantal bezoekers. Deze gondels zijn uitgevoerd als bewegingssimulator. Op het bolvormige videoscherm worden beelden getoond die gefilmd zijn vanuit bijvoorbeeld een vliegtuig of helikopter of door een parachutist. De bewegingen van de gondels zijn afgestemd op de beelden die getoond worden. Hierdoor wordt het idee gewekt dat de bezoeker daadwerkelijk vliegt. In 2017 opende de attractie Avatar Flight of Passage. Hierbij zijn de gondels vervangen door motorfietsen die de bewegingen uit de film nabootsen.
De eerste panoramavliegsimulator is Soarin' in Disney California Adventure Park. Hierna volgden replica's van Soarin' in Epcot en Shanghai Disneyland. In 2017 verschenen de eerste panoramavliegsimulators in Europa.

## Locaties
| Naam                                         | Locatie                              | Fabrikan(en)       | Openingsjaar |
| -------------------------------------------- | ------------------------------------ | ------------------ | ------------ |
| Flying Dreams                                | Ferrari Land                         | Brogent            | 2017         |
| FlyOver America                              | Mall of America                      | Brogent            | 2016         |
| FlyOver Canada                               | Vancouver                            | Brogent            | 2013         |
| Hubei in the Air                             | Wanda Movie Park                     | Pixomondo          |              |
| Lego Movie - Masters of Flight               | Legoland Florida                     | Brogent            | 2019         |
| Soarin' Around the World                     | Disney California Adventure Park     | Dynamic Structures | 2001         |
| Soarin'                                      | Epcot                                | Dynamic Structures | 2005         |
| Soaring over the Horizon                     | Shanghai Disneyland                  | Dynamic Structures | 2016         |
| Voletarium                                   | Europa-Park                          | Vekoma Brogent     | 2017         |
| This is Holland                              | Amsterdam                            | Vekoma Brogent     | 2017         |
| The Extraordinary Journey                    | Futuroscope                          | Dynamic Structures | 2016         |
| Volarium - Il Cinema Volante                 | Cinecittà World                      | Simtec Systems     | 2019         |
| Wings over Washington                        | Seattle                              | Dynamic Structures |              |
| Avatar Flight of Passage                     | Disney's Animal Kingdom              |                    | 2017         |
| Emmet’s Flying Adventure - Masters of Flight | Legoland Californië Legoland Billund | Brogent            | 2021 2021    |

## Afbeeldingen

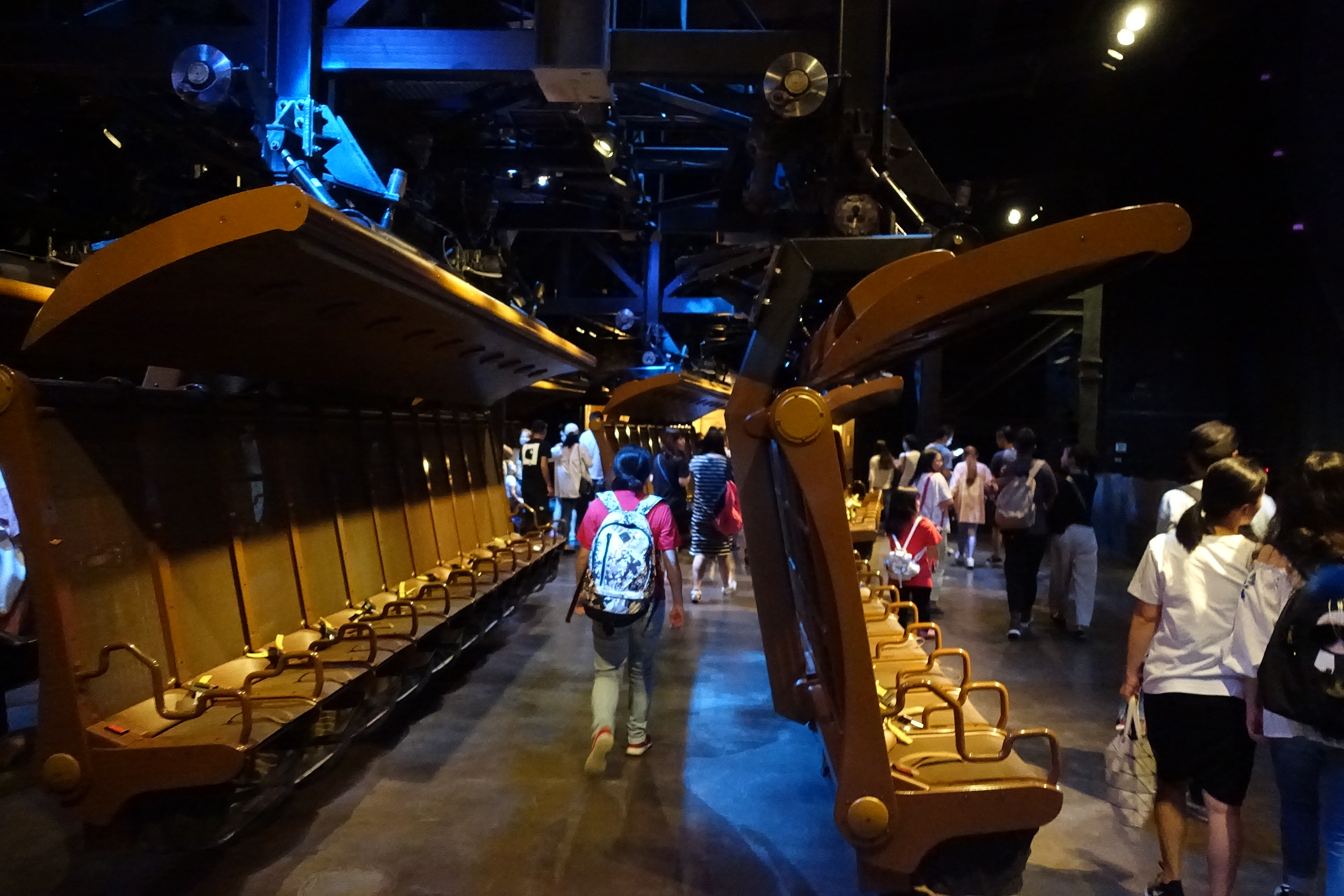
Gondels in het station.
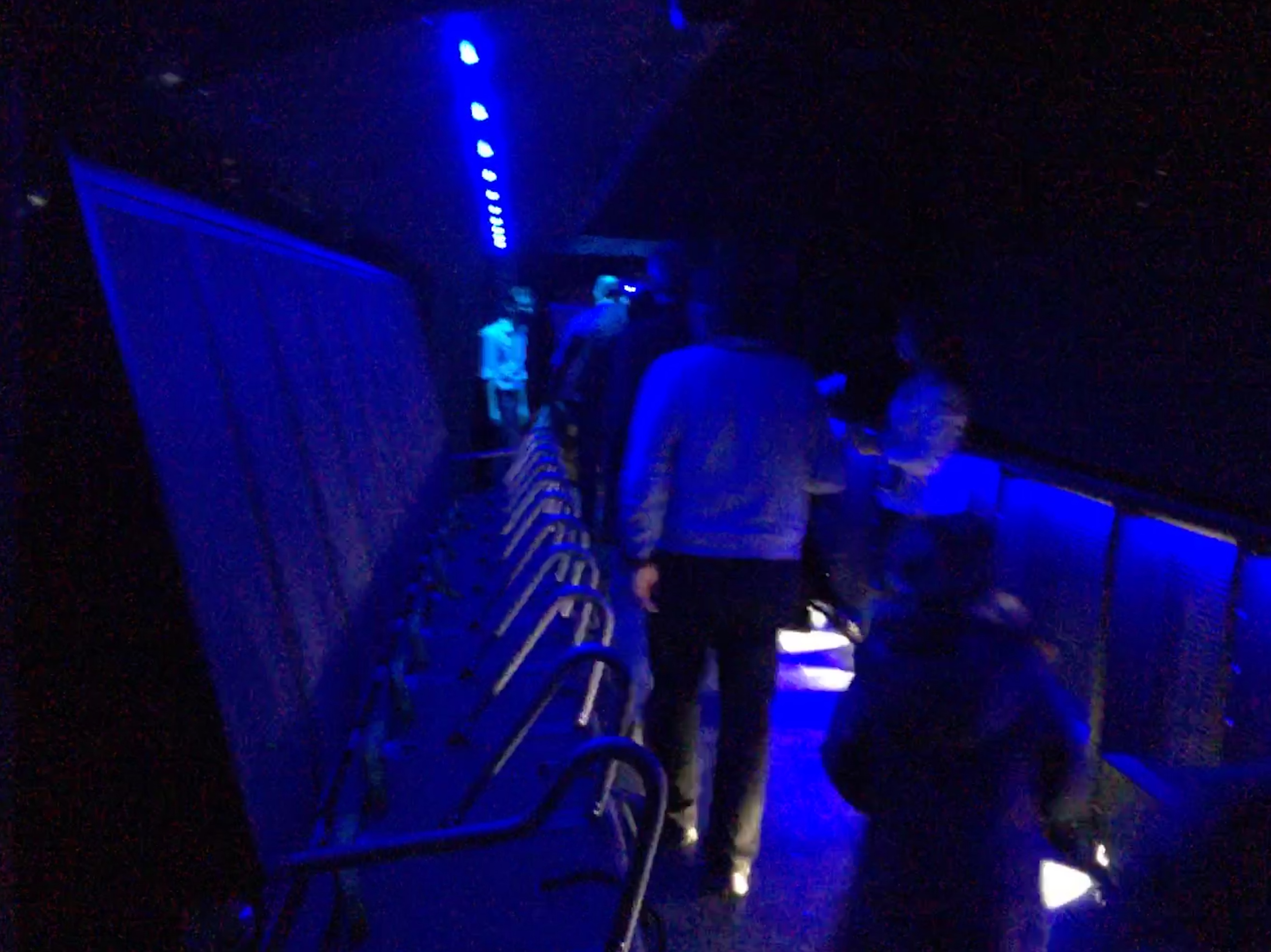
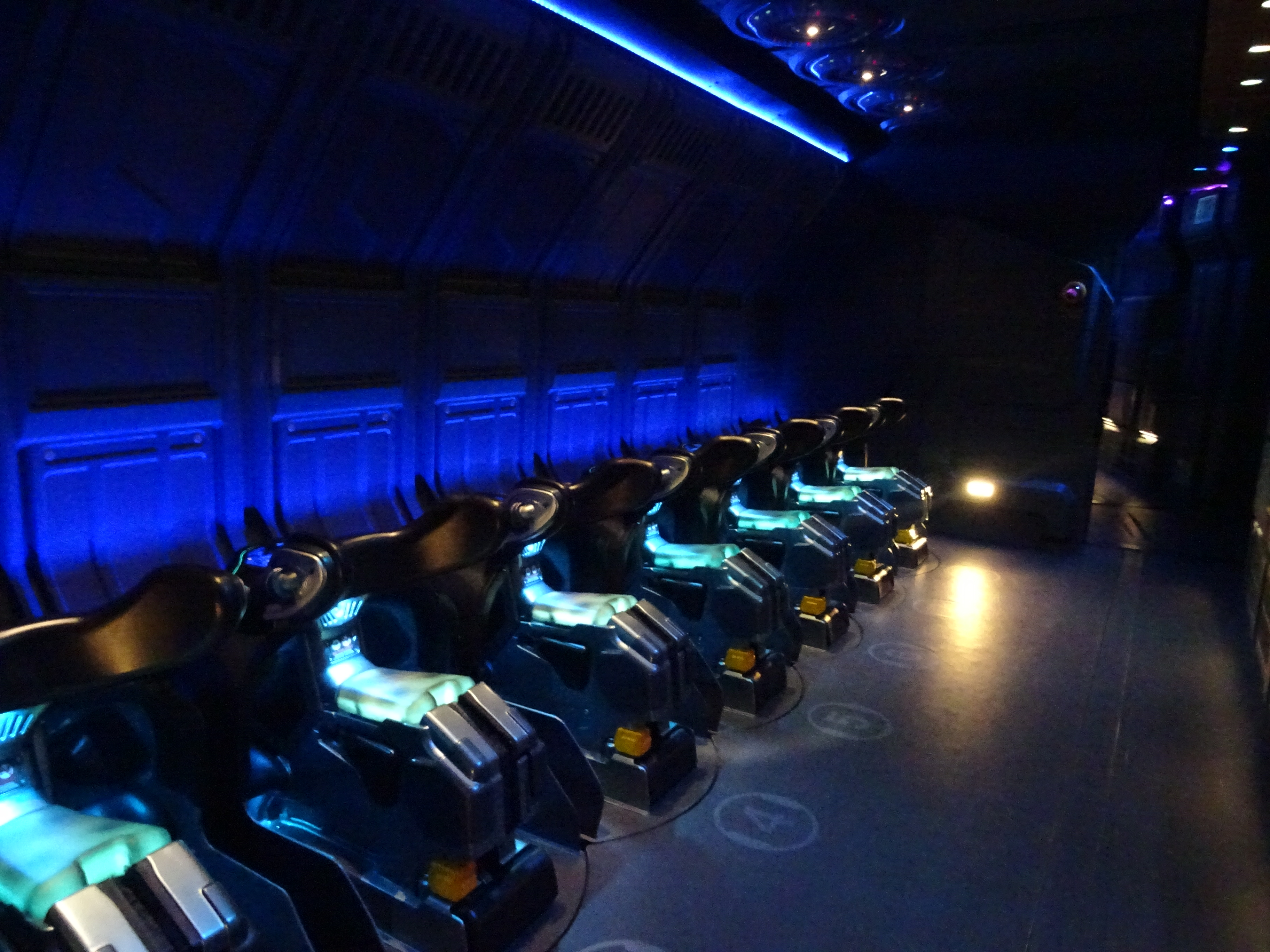
'Motorfietsen' in plaats van gondels als zitplaatsen in Avatar Flight of Passage.
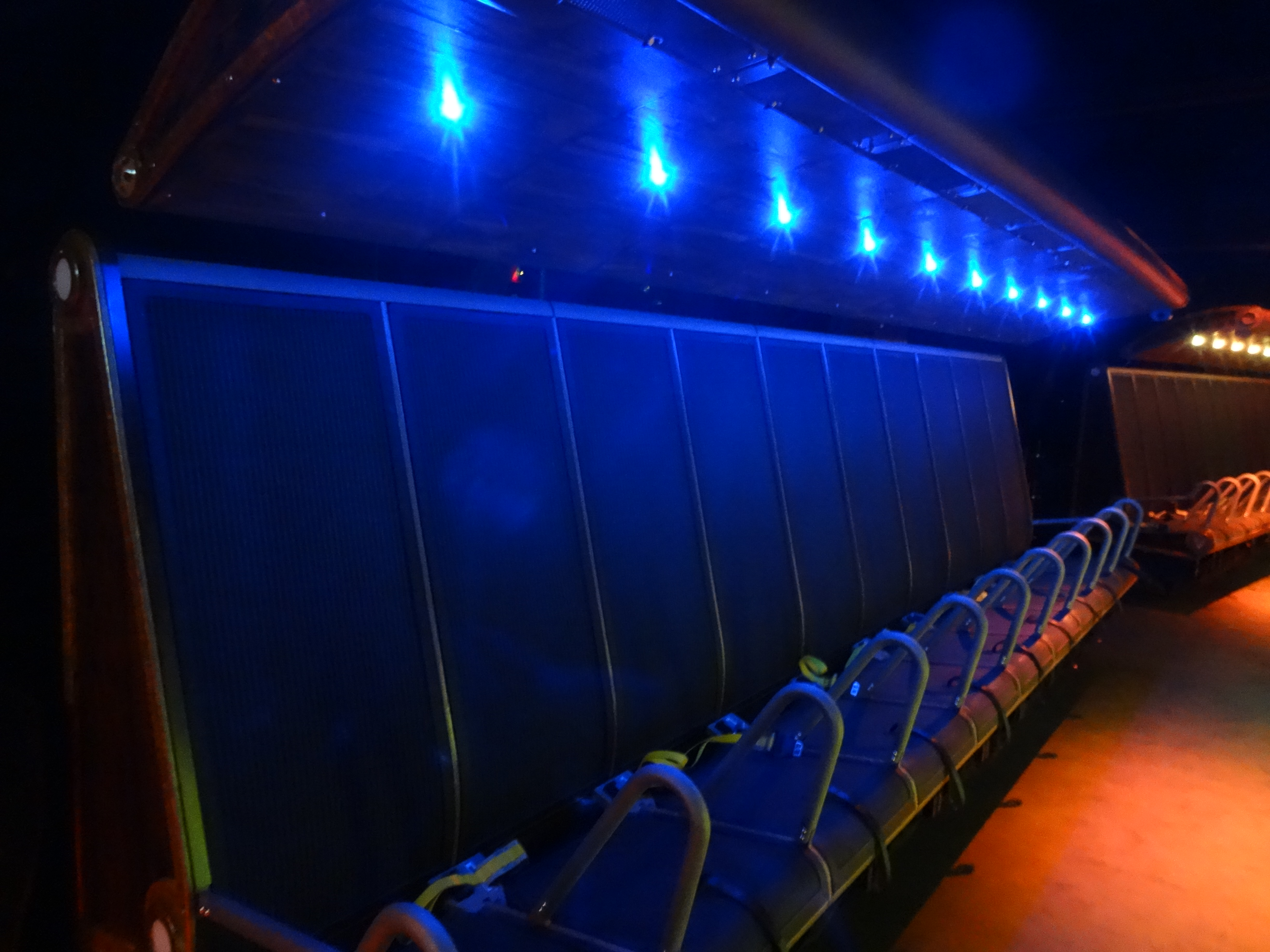
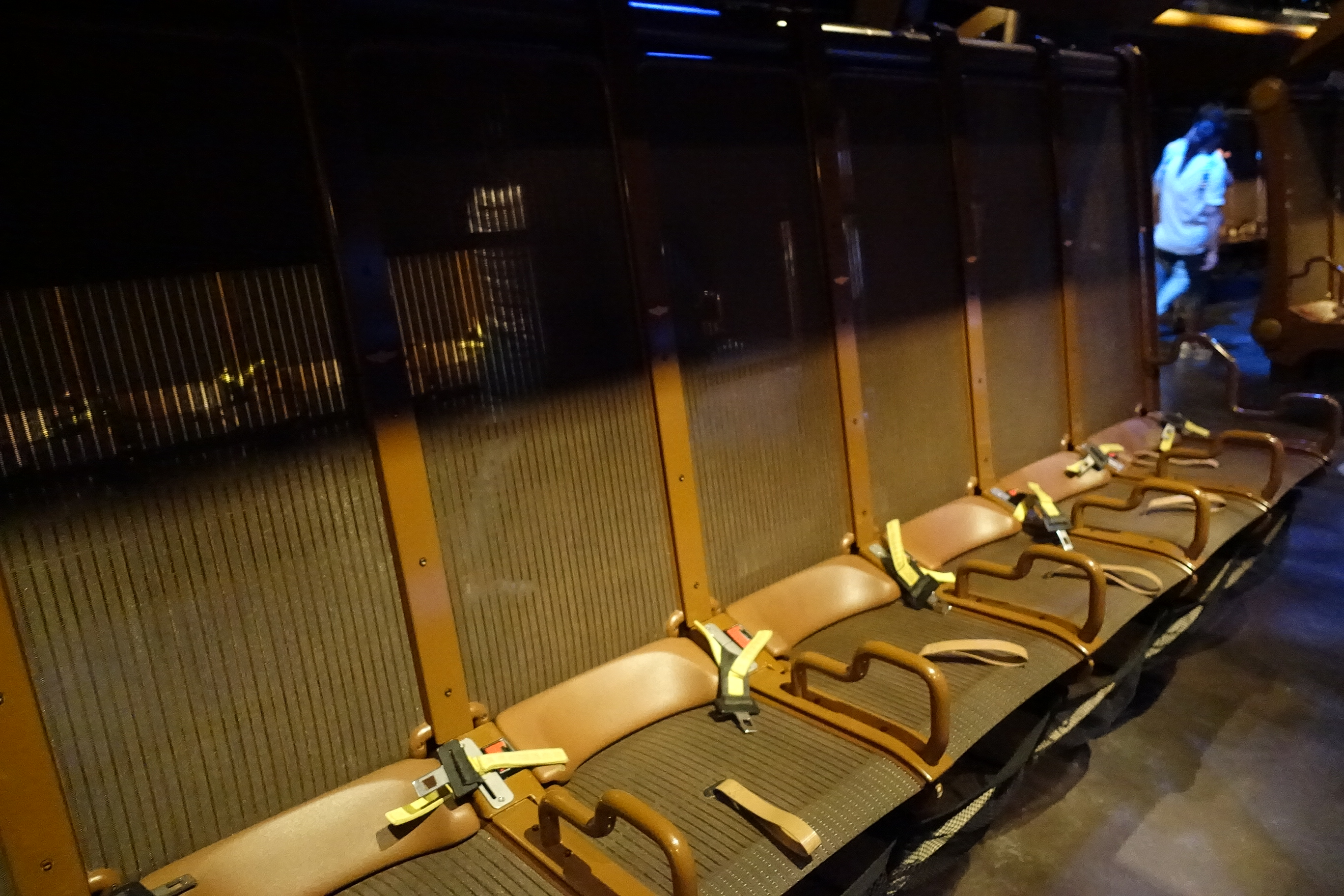